# Municipio de Jesup
El municipio de Jesup (en inglés: Jesup Township) es un municipio ubicado en el condado de Lawrence en el estado estadounidense de Arkansas. En el año 2010 tenía una población de 177 habitantes y una densidad poblacional de 4,86 personas por km².

## Geografía
El municipio de Jesup se encuentra ubicado en las coordenadas 36°1′34″N 91°19′0″O / 36.02611, -91.31667. Según la Oficina del Censo de los Estados Unidos, el municipio tiene una superficie total de 36.4 km², de la cual 36,37 km² corresponden a tierra firme y (0,08 %) 0,03 km² es agua.

## Demografía
Según el censo de 2010, había 177 personas residiendo en el municipio de Jesup. La densidad de población era de 4,86 hab./km². De los 177 habitantes, el municipio de Jesup estaba compuesto por el 96,61 % blancos y el 3,39 % eran de una mezcla de razas. Del total de la población el 2,26 % eran hispanos o latinos de cualquier raza.